# Luis Padilla Nervo
Luis Padilla Nervo (* 19. August 1894 in Zamora, Michoacán in Mexiko; † 9. September 1985 in Mexiko-Stadt) war ein mexikanischer Politiker und Präsident der UN-Generalversammlung in der sechsten Sitzungsperiode 1951.

## Leben
Luis Padilla Nervo studierte Rechtswissenschaften und Wirtschaftswissenschaften in Mexiko, Washington, D.C., Buenos Aires und London. Im Alter von 22 Jahren trat er in den diplomatischen Dienst seines Landes ein. 1933 erlangte er den Rang eines Gesandten, 1945 wurde er dann Botschafter.
Er war für Mexiko permanenter Botschafter bei den Vereinten Nationen und war seit der Konferenz von San Francisco Mitglied der mexikanischen Delegation, ab 1947 deren Leiter. Dr. Padilla Nervo repräsentierte er sein Land im Sicherheitsrat, im Treuhänderrat (1949 war er dessen Vizepräsident), im Wirtschafts- und Sozialrat und im Interimskomitee der Generalversammlung.
Im März 1951 wurde er als einer von drei Mitgliedern in das „Good Offices Committee“ berufen, das versuchen sollte, in Korea ein Ende der Feindseligkeiten zu erreichen. Er wurde von dem iranischen Botschafter und Präsidenten des UN-Generalversammlung Nasrollah Entezam ernannt.
Von 1952 bis 1958 fungierte er als mexikanischer Außenminister und von 1963 bis 1972 als Richter am Internationalen Gerichtshof.
1980 wurde er mit der Medalla Belisario Domínguez del Senado de la República ausgezeichnet.